# Орісаба
Оріса́ба (ісп. Pico de Orizaba) або Читлалте́петль (науатль Cītlaltepētl від читлаллі — «зірка», тепетль — «гора») — найвища гора Мексики, третя за висотою в Північній Америці. Її висота становить 5636 м за даними GPS і 5 611 м за даними системи INEGI. На схилах до 4000 метрів — ліси, вище альпійські луки, з 4500 метрів — вічні сніги. Відносна висота — 4922 м (7-а в списку найвищих гір за відносною висотою).

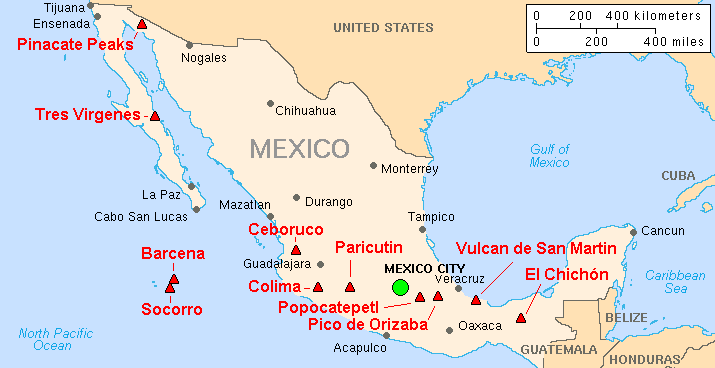
Основні вулкани Мексики

Стратовулкан, зафіксовані виверження в 1630, 1613, 1569, 1566, 1545–1565? і 1537, останнє виверження в 1687 році. Останній раз димівся 1940−1941.